# Waldenomlagring

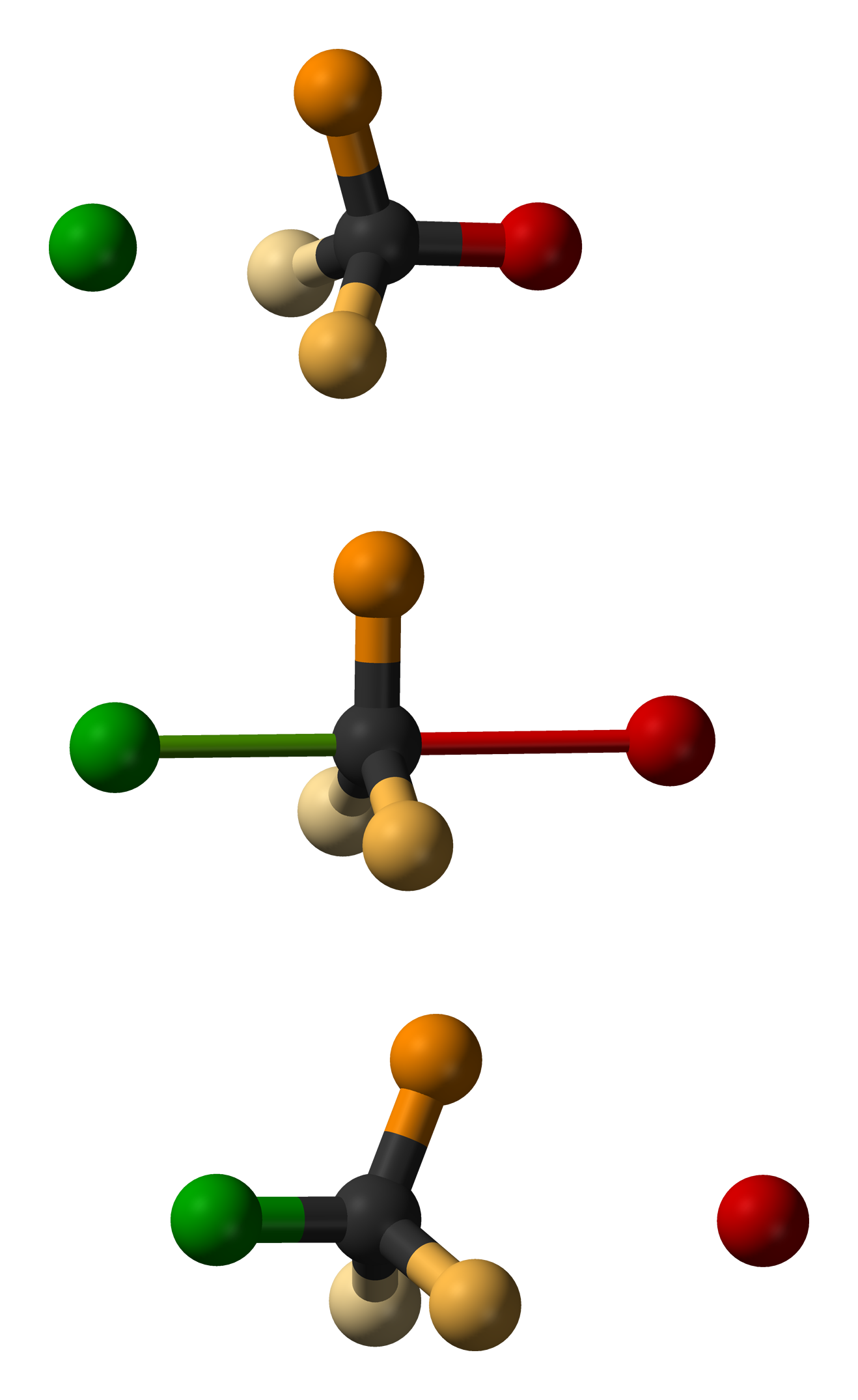
Reaktionsförlopp för en S_{N}2-reaktion som medför waldenomlagring: den inkommande nukleofilen (grön) ersätter den lämnande gruppen (röd). I övergångstillståndet (mellersta bilden) befinner sig de övriga substituenterna i samma plan som centralatomen.

En waldenomlagring är en kemisk reaktion som medför en ändring av konfigurationen vid ett stereokemiskt centrum, normalt en kolatom i en organisk förening. Denna typ av reaktion uppmärksammades först av den balttyske kemisten Paul Walden, som 1896 publicerade sin upptäckt av reaktionstypen.

## Upptäckt
Paul Walden omvandlade en enantiomer av en kemisk förening till den andra enantiomeren och tillbaka igen i en så kallad Walden-cykel som gick så här: (+) klorbärnstenssyra (1 i bilden) omvandlades till (+) äppelsyra 2 genom verkan av silveroxid i vatten med bibehållande av konfigurationen. I nästa steg ersattes hydroxylgruppen med klor vilket gav den andra isomeren av klorbärnstenssyra 3 genom reaktion med fosforpentaklorid. En  reaktion med silveroxid gav (-) äppelsyra 4 och slutligen återförde en reaktion med fosforpentaklorid cykeln till utgångsläget.
I det första steget fungerar silveroxiden som en hydroxiddonator medan silverjonen inte spelar någon roll för reaktionen. Mellanprodukterna är karboxyldianjonen A som ger en intramolekylär nukleofil substitution med β-karboxylatanjonen för att producera en fyrledad β-laktonring B. α-karboxylgruppen är också reaktiv men kiseldata tyder på att aktiveringsenergin för bildningen av den treledade a-laktonen är mycket hög. En hydroxydjonring öppnar laktonen för att bilda alkoholen C och nettoeffekten av två inversioner är att konfigurationen bibehålls.

## Reaktionsförlopp
Huvudartikel: SN2-reaktion
Under en SN2-reaktion sker i korthet följande steg. En inkommande grupp (en nukleofil) närmar sig centralatomen, den lämnande gruppen avslägsnar sig från centralatomen och de tre substituenterna som inte direkt deltar i reaktion genomgår ett genometriskt plant övergångstillstånd. När den inkommande gruppen och den lämnande gruppen inkluderas, föreligger ett övergångstillstånd med trigonalt bipyramidal geometri. Reaktionen fortgår på ett sätt som påminner om när ett paraply vänds ut-och-in, "inverteras" av stark blåst. Detta resulterar i en annan stereokemisk konfiguration av substituenterna i reaktionsprodukten jämfört med den som fanns i utgångsmaterialet, vilket kallas att de omlagras.